# Tornai erdőispánság
A tornai erdőispánság királyi udvarbirtok, vadászterület volt a 12. század második felétől a Torna patak vidékén. Az erdőispánság a 12. század második felében alakult ki, de már Imre király megkezdte részeinek eladományozását. Az 1260-as évektől kezdve jelentek meg a várispánságra, várbirtokra utaló jelek, várjobbágyokkal, várnépekkel, amikortól a korábbi királyi uradalom – 1272-ben említik utoljára mint praediumot – fokozatosan vármegyévé fejlődött. Mint Torna vármegye, az eladományozások miatt az ország egyik legkisebb megyéje lett, főesperességként az esztergomi érsekséghez tartozott.